# Teatro Nacional da Letónia
O Teatro Nacional da Letónia (em letão:  Latvijas Nacionālais teātris) é um dos principais teatros profissionais da Letónia . O edifício é de estilo eclético e é um monumento arquitetónico e artístico. O país da Letónia foi proclamado neste edifício no ano de 1918. No dia 23 de Fevereiro, o teatro vai comemorar o seu centésimo aniversário. O diretor do Teatro Nacional da Letónia é o Ojārs Rubenis desde 2006.

## Missão
A missão do Teatro Nacional da Letónia é ser o centro da cultura e da arte nacional com o objetivo de apresentar a arte do teatro e os eventos atuais na cultura, por meio dos valores nacionais, a uma parte ainda maior da sociedade.
A visão do Teatro Nacional para o futuro é concentrar teatralmente as peças mais valiosas do teatro, da arte e da cultura, apresentando regularmente clássicos letões, obras originais, experiências teatrais estrangeiras e eventos atuais ao espectador.
Prevê-se também a inclusão dos profissionais mais interessantes e talentosos, a continuação do desenvolvimento do teatro como forma de arte, bem como o reforço da colaboração entre teatros e outras organizações culturais.
As diretrizes para o desenvolvimento do Teatro Nacional garantem a chance de o espectador ser apresentado a todos os eventos que acontecem na vida do teatro na Letónia e com as peças estrangeiras mais valiosas, bem como a oportunidade de fazer parte de algumas das melhores das peças do Teatro Nacional que estão no círculo internacional.

## Localização
O Teatro Nacional da Letónia está situado no centro da capital da Letónia, Riga, na margem do Canal de Riga. Localizado fora da Cidade Velha, fica num parque onde a Cidadela costumava estar.

## História
Em 1897, a Câmara Municipal de Riga decidiu que não bastava ter apenas um teatro em Riga. O primeiro teatro de Riga foi o Teatro Alemão, atualmente Ópera Nacional da Letónia (em letão:  Latvijas Nacionālā Opera). Foi realizado um concurso para escolha do projeto do novo edifício. O projeto Augusts Reinbergs "Dum spiro, spero" ("Enquanto respiro, espero") ganhou e a construção começou, financiada principalmente por mercadores russos locais e alguma nobreza. O teatro foi aberto ao público a 14 de Setembro de 1902 como o Segundo teatro russo de Riga e realizou apresentações de teatro e ópera. Embora este fosse um teatro de língua russa, em 1917 a Sociedade da Letónia de Riga alugava o local para apresentar peças em letão.
Durante a Primeira Guerra Mundial, o teatro foi evacuado, mas em 1918 já estava de volta aos negócios e, a 15 de Outubro, encenouHolandês Voador, de Richard Wagner. Pouco mais de um mês depois, a Letónia anunciou a sua independência pela primeira vez, com a declaração sendo lida no palco do teatro. A única fotografia restante deste evento histórico foi tirada no salão principal do teatro.
Em 1919, durante um breve período de governo bolchevique, o governo improvisado chamou-o de Teatro dos Trabalhadores, mas logo depois se tornou o Teatro Nacional da Letónia e a 30 de Novembro a abertura oficial ocorreu com uma encenação de Rūdolfs Blaumanis "Ugunī" ("No Fogo"). O programa criativo foi escrito por Jānis Akurāters, um escritor letão, então chefe do departamento de Arte do Ministério da Educação.
Durante a ocupação soviética, o Teatro Nacional da Letónia não conseguiu manter o seu nome nacionalista, então tornou-se o Teatro Dramático de Riga, apenas para voltar ao nome anterior após a restauração da independência 40 anos depois.
O atual diretor administrativo do teatro é Ojārs Rubenis e o diretor artístico é Edmunds Freibergs.

## Estilo arquitetónico
O edifício é uma combinação de estilos. A fachada tem características ecléticas e barrocas, bem como elementos da Art Nouveau, extremamente popular em Riga na época. O interior é muito funcional, mas nos vários ornamentos é possível encontrar elementos do classicismo. Existem três salas no teatro: o Grande Salão (com 750 lugares), o Salão dos Atores (com, dependendo da peça, 50-90 lugares) e o Novo Salão LMT (com, dependendo da peça, 60-120 assentos). Em algumas temporadas, há um quarto salão, "The Horror Bus", onde uma peça com esse nome é apresentada para crianças.

## Atores
Existem 49 atores, 23 atores freelance e 17 diretores no grupo.

### Grupo de teatro
- Ainārs Ančevskis
- Kaspars Aniņš
- Uldis Anže
- Jānis Āmanis
- Romāns Bargais
- Marija Bērziņa
- Dace Bonāte
- Madara Bore
- Madara Botmane
- Mārtiņš Brūveris
- Indra Burkovska
- Raimonds Celms
- Ilva Centere
- Agnese Cīrule
- Maija Doveika
- Uldis Dumpis
- Mārtiņš Egliens
- Daiga Gaismiņa
- Gundars Grasbergs
- Juris Hiršs
- Ģirts Jakovļevs
- Zane Jančevska
- Astrīda Kairiša
- Daiga Kažociņa
- Anna Klēvere
- Ivars Kļavinskis
- Arturs Krūzkops
- Lāsma Kugrēna
- Normunds Laizāns
- Juris Lisners
- Ģirts Liuziniks
- Dita Lūriņa
- Mārcis Maņjakovs
- Egils Melbārdis
- Inga Misāne-Grasberga
- Ivars Puga
- Sanita Pušpure
- Kārlis Reijers
- LieneSebre
- Uldis Siliņš
- Jānis Skanis
- Evija Skulte
- Ināra Slucka
- Jurģis Spulenieks
- Igors Šelegovskis
- Voldemārs Šoriņš
- Jānis Vimba
- Līga Zeļģe
- Kaspars Zvīgulis

### Atores Freelancers
- Anta Aizupe
- Zane Aļļēna
- Lolita Cauka
- Alise Danovska
- Zane Dombrovska
- Artis Drozdovs
- Kaspars Dumburs
- Rasma Garne
- Baiba Indriksone
- Juris Jope
- Kristians Kareļins
- Kārlis Krūmiņš
- Ance Kukule
- Kristaps Ķeselis
- Līga Liepiņa
- Marija Linarte
- Zigurds Neimanis
- Uldis Norenbergs
- Ilze Rudolfa
- Inta Tirole
- Arno Upenieks
- Māra Zemdega
- Ausma Ziemele